# Kanton Warsleben
Der Kanton Warsleben bestand von 1807 bis 1813 im Distrikt Helmstedt im Departement der Oker im Königreich Westphalen und wurde durch das Königliche Decret vom 24. Dezember 1807 gebildet.

## Gemeinden
- Warsleben mit Altone
- Höttensleben
- Barneberg
- Wormsdorf
- Uepplingen